# National Invitation Tournament 1999
Il National Invitation Tournament 1999 è stata la 62ª edizione del torneo. La final four è stata giocata al Madison Square Garden di New York. Ha vinto il titolo la University of California, Berkeley, allenata da Ben Braun. Miglior giocatore del torneo è stato eletto Sean Lampley.
| Campione NIT 1999                 |
| --------------------------------- |
| California Golden Bears 1º titolo |

## Squadra vincitrice
|  | Naz.                   | Ruolo | Sportivo           |  | Alt. |  |  |
|  | ---------------------- | ----- | ------------------ |  | ---- |  |  |
|  | Stati Uniti (bandiera) | G     | Carl Boyd          |  |      |  |  |
|  | Stati Uniti (bandiera) | G     | Geno Carlisle      |  | 191  |  |  |
|  | Paesi Bassi (bandiera) | C     | Francisco Elson    |  | 213  |  |  |
|  | Stati Uniti (bandiera) | G     | Ryan Forehan-Kelly |  | 196  |  |  |
|  | Stati Uniti (bandiera) | G     | Dennis Gates       |  | 191  |  |  |
|  | Stati Uniti (bandiera) | A     | Mike Gill          |  |      |  |  |
|  | Israele (bandiera)     | C     | Shahar Gordon      |  | 210  |  |  |
|  | Stati Uniti (bandiera) | C     | Solomon Hughes     |  | 211  |  |  |
|  | Stati Uniti (bandiera) | G     | Robbie Jones       |  |      |  |  |
|  | Stati Uniti (bandiera) | G     | Thomas Kilgore     |  |      |  |  |
|  | Stati Uniti (bandiera) | G     | Kirk Kim           |  |      |  |  |
|  | Stati Uniti (bandiera) | G     | Raymond King       |  |      |  |  |
|  | Stati Uniti (bandiera) | A     | Sean Lampley       |  | 201  |  |  |
|  | Stati Uniti (bandiera) | G     | Morgan Lingle      |  |      |  |  |
|  | Stati Uniti (bandiera) | A     | Ryan Meyers        |  |      |  |  |
|  | Stati Uniti (bandiera) | G     | Cassidy Raher      |  |      |  |  |
|  | Stati Uniti (bandiera) | G     | J.T. Stephens      |  |      |  |  |

- Allenatore: Ben Braun